# ديلمان
ديلمان (بالفارسية: دیلمان) هي منطقة سكنية تقع في إيران في Deylaman District. يقدر عدد سكانها بـ 1,261 نسمة .